# Батяй Володимир Данилович
Батяй Володимир Данилович (1925—1997) — радянський скульптор

## Біографія
Народився 18 вересня 1925 року у селі Ріпки Чернігівської області України.
У неповних 17 років пішов на фронт і був поранений при взятті Кенігсберга.
Після війни закінчив Харківське художнє училище, потім працював над оформленням драмтеатру в місті Кутаїсі.
В Союз художників Батяй вступив вже у Ростові-на-Дону, куди приїхав на початку 1960-х років.
Його скульптури прикрашають Таганрог, Батайськ, Новочеркаськ і багато інших міст Росії, України і Грузії.
Помер 13 листопада 1997 року.

## Деякі твори
Володимир Батяй — автор пам'ятника «Тачанка», встановленого під Ростовом-на-Дону; меморіального комплексу «Клятва поколінь» в р. Батайську; пам'ятника працівникам заводу «Азовсталь», полеглим на фронтах Великої вітчизняної війни (місто Маріуполь); пам'ятник борцям за Радянську владу на Дону — Ф. Подтелкову і М. Кривошлыкову в Новочеркаську та ін.
Скульптура Миколи Островського, вирізана Ст. Д. Батяем з дерева, стоїть у музеї письменника в Москві.